# Mahmoud Charr
Mahmoud Omeirat Charr, fram till april 2019 i boxningssammanhang under namnet Manuel Charr, född 10 oktober 1984 i Beirut, Libanon, är en professionell syrisk-tysk tungviktsboxare som från november 2017 till januari 2021 var världsmästare för organisationen WBA (reguljär titel).

## Biografi
Charr föddes i beirut av en syrisk far från homs och en libanesisk mor. År 1989 flydde hans mor till Tyskland med sex av sina åtta barn. Hans far dog i det libanesiska inbördeskriget.
I en snabbt uppkommen match, 25 november 2017, besegrade Charr Alexander Ustinov och blev därmed ny världsmästare för WBA och innehavare av organisationens reguljära VM-titel. Titelns tyngd kunde dock ifrågasättas då WBA samtidigt hade Anthony Joshua som sin så kallade "Super Champion".
I september 2018 testade Charr positivt för två anabola steroider, och blev senare fråntagen sin WBA-titel. Han överklagade dock detta på grund av otillräcklig information kring testet; han friades och återinsattes som mästare av WBA.
I januari 2021 fråntogs Charr sin världsmästartitel på grund av inaktivitet. Istället blev Trevor Bryan ny världsmästare för WBA när han samma månad besegrade Bermane Stiverne på teknisk knockout.

## Utanför ringen
Charr blev i september 2015 attackerad och skjuten med fyra skott efter att ha konfronterat ett "Internet-troll" på en bar i Essen. Charr fördes svårt skadad till sjukhus men överlevde attentatet efter att ha opererats.
I april 2019 meddelade Charr att han bytt förnamn, tillbaka till sitt födelsenamn Mahmoud. Detta då han menade att han aldrig velat heta "Manuel" och att namnet bara var något som tyska promotorer hittat på.